# Luciîți, Luțk
Luciîți (în ucraineană Лучиці) este un sat în comuna Promin din raionul Luțk, regiunea Volînia, Ucraina.

## Demografie
Componența lingvistică a localității Luciîți
     Ucraineană (99,29%)
     Alte limbi (0,71%)
Conform recensământului din 2001, majoritatea populației localității Luciîți era vorbitoare de ucraineană (99,29%), existând în minoritate și vorbitori de alte limbi.